# State buoni se potete (album)
State buoni se potete è un album di Angelo Branduardi pubblicato nel 1983 dall'etichetta discografica Musiza.

## Il disco
Prima colonna sonora affidata ad Angelo Branduardi per il film omonimo diretto da Luigi Magni, dedicato alla vita di san Filippo Neri, in cui lo stesso Branduardi recita nella parte di Spiridione, un personaggio di fantasia.
Le musiche sono di Angelo Branduardi e i testi di Luisa Zappa, escluso il brano Capitan Gesù, scritta da Luigi Magni. Gli arrangiamenti sono di Gianfranco Lombardi. L'attrice Iris Peynado interpreta il brano Canzone di Cadigia. Il Piccolo Coro Akademia canta nei brani Capitan Gesù e Vanità di vanità.
La musica di Vanità di vanità è tratta dalla canzone tradizionale scozzese e irlandese The Raggle Taggle Gypsy.
Dell'album esistono due sole edizioni pubblicate entrambe da Musiza nel 1983, una in LP con numero di catalogo 811 797-1 e una in musicassetta con numero di catalogo 811 797-4. Tuttora inedito in cd, download digitale e streaming anche se alcune tracce sono state proposte nel cd Musiche da film del 1992.

## Tracce
1. Vanità di vanità
2. Tema di Leonetta (per orchestra)
3. Danse des filles de joie (strumentale)
4. State buoni se potete
5. Canzone di Cadigia
6. Capitan Gesù (strumentale)
7. Tema di Leonetta (per violino baritono)
8. State buoni se potete
9. Canzone di Cadigia (strumentale)
10. Capitan Gesù
11. Vanità di vanità (per organo e flauti)
12. Tema di Leonetta (per violino baritono e orchestra)
13. State buoni se potete (per armonium e flauto)
14. Vanità di vanità (strumentale)
15. Sarabanda (strumentale)

## Formazione
- Angelo Branduardi - voce, chitarra, violino, violino baritono, mandolino, flauto di Pan, flauto dolce, dulcimer, tastiera, percussioni
- Franco Di Sabatino - tastiera
- Maurizio Fabrizio - chitarra
- Gianfranco Lombardi - pianoforte, clavicembalo
- Andy Surdi - batteria
- Andrea Verardi - basso
- Piercarlo Zanco - percussioni, contrabbasso
- Piccolo Coro Akademia - coro
- Iris Peynado - voce

## Riconoscimenti
- 1983 - Nastro d'argento: Miglior colonna sonora a Angelo Branduardi